# Johannes Krech
Johannes Krech (* 2. Juli 1834 in Berlin; † 20. Januar 1915 ebenda) war ein deutscher Jurist und Politiker.

## Leben
Als Sohn eines Direktors geboren, studierte Krech nach dem Besuch eines Berliner Gymnasiums Rechtswissenschaften in Bonn und Berlin. Während seines Studiums wurde er 1853 Mitglied der Burschenschaft Alemannia Bonn. Er wurde zum Dr. iur. promoviert. 1862 wurde er Kreisrichter in Triebsees, 1869 in Greifswald, wo er 1873 Kreisgerichtsrat wurde. Von 1873 bis 1879 war er für die Nationalliberale Partei Abgeordneter im Preußischen Abgeordnetenhaus. Ab 1879 war er als Landgerichtsrat in Greifswald tätig und wurde 1884 kaiserlicher Geheimer Regierungsrat, Vortragender Rat und Mitglied des Bundesamtes für das Heimatwesen.

## Ehrungen
- Ehrendoktor (Dr. iur. h. c.) der Universität Greifswald
- 1884: Ehrenbürger der Stadt Greifswald
- 1897: Preußischer Kronenorden 2. Klasse